# 胡西爾 (伊利諾伊州)
胡西爾（英語：Hoosier）是位於美國伊利諾伊州克萊縣的一個非建制地區。該地的面積和人口皆未知。

## 地理
胡西爾的座標為38°48′13″N 88°27′18″W / 38.80361°N 88.45500°W，而該地的平均海拔高度為145米（即476英尺）。